# Leucopogon stuartii
Leucopogon stuartii är en ljungväxtart som beskrevs av F. Muell och Otto Wilhelm Sonder. Leucopogon stuartii ingår i släktet Leucopogon och familjen ljungväxter. Inga underarter finns listade i Catalogue of Life.